# Conte Fortescue
Conte Fortescue è un titolo nobiliare inglese nella Parìa di Gran Bretagna.

## Storia
Il titolo venne creato nella Parìa di Gran Bretagna nel 1789. La famiglia Fortescue discende da Sir Hugh Fortescue di Filleigh, nel Devon, che morì nel 1719. Il primo cugino di sua moglie era stato XIII barone Clinton e V conte di Lincoln. Nel 1721 l'antica baronia Clinton terminò in favore del loro figlio Hugh Fortescue (1696–1751), e pertanto egli divenne XIV barone Clinton. Il 5 luglio 1746 questi venne creato Conte Clinton, con concessione in linea maschile e Barone Fortescue, di Castle Hill nella Contea di Devon, con possibilità di concessione al suo fratellastro Matthew Fortescue nel caso di mancanza di eredi maschi diretti. Entrambi i titoli vennero creati nella Parìa di Gran Bretagna.
Hugh, conte Clinton (1696–1751), non ebbe eredi legittimi e pertanto alla sua morte la baronia di Clinton passò al suo fratellastro Matthew, II barone, mentre la contea si estinse.
Il figlio di Matthew, il III barone, sedette al parlamento in rappresentanza di Beaumaris e fu Lord Luogotenente del Devon. Nel 1789 venne creato Visconte Ebrington, di Ebrington nella contea di Gloucester, e Conte Fortescue, nella Parìa di Gran Bretagna. Lord Fortescue sposò Hester, figlia del primo ministro George Grenville.
Questi venne succeduto dal figlio primogenito, il II conte, che fu un importante politico Whig. Dopo aver rappresentato diverse costituenti alla Camera dei comuni nel 1839 venne elevato alla Camera dei Lords con un writ of acceleration sul titolo paterno di barone Fortescue. Lord Fortescue prestò quindi servizio nel governo di Lord Melbourne come Lord Luogotenente d'Irlanda dal 1839 al 1841 e sotto quello di Lord John Russell come Lord Steward of the Household dal 1846 al 1850. So figlio, il III conte, fu anch'egli un politico di parte Whig e ricoprì incarichi minori dal 1846 al 1851 nel medesimo governo di suo padre. Nel 1859 venne elevato alla camera dei Lords con un writ of acceleration nel titolo minore di suo padre, quello di barone Fortescue. Il figlio primogenito, il IV conte, sedette tra i Liberali per la costituente di Tiverton e Tavistock, ricoprendo anche l'incarico onorifico di Lord Luogotenente del Devon. Alla sua morte i titoli passarono al figlio primogenito, il V conte, che fu un politico conservatore e prestò servizio come Captain of the Honourable Corps of Gentlemen-at-Arms nel 1945 e dal 1951 al 1958. Morì senza eredi maschi sopravvissutigli e pertanto venne succeduto dal suo terzo e ultimo fratello, il VI conte. Attualmente i titoli sono passati al nipote di quest'ultimo, l'VIII conte, succeduto al padre nel 1993.
La sede principale dell'attuale conte Fortescue è Ebrington Manor, presso Chipping Campden, nel Gloucestershire. La sede formale è però Castle Hill, Filleigh, North Devon. Altri siti di residenza di rami della famiglia furono nel tempo Wympston nella parrocchia di Modbury, Weare Giffard, Buckland Filleigh, Preston, Spriddlestone nella parrocchia di Brixton e Fallapit nella parrocchia di East Allington.

## Le origini della famiglia

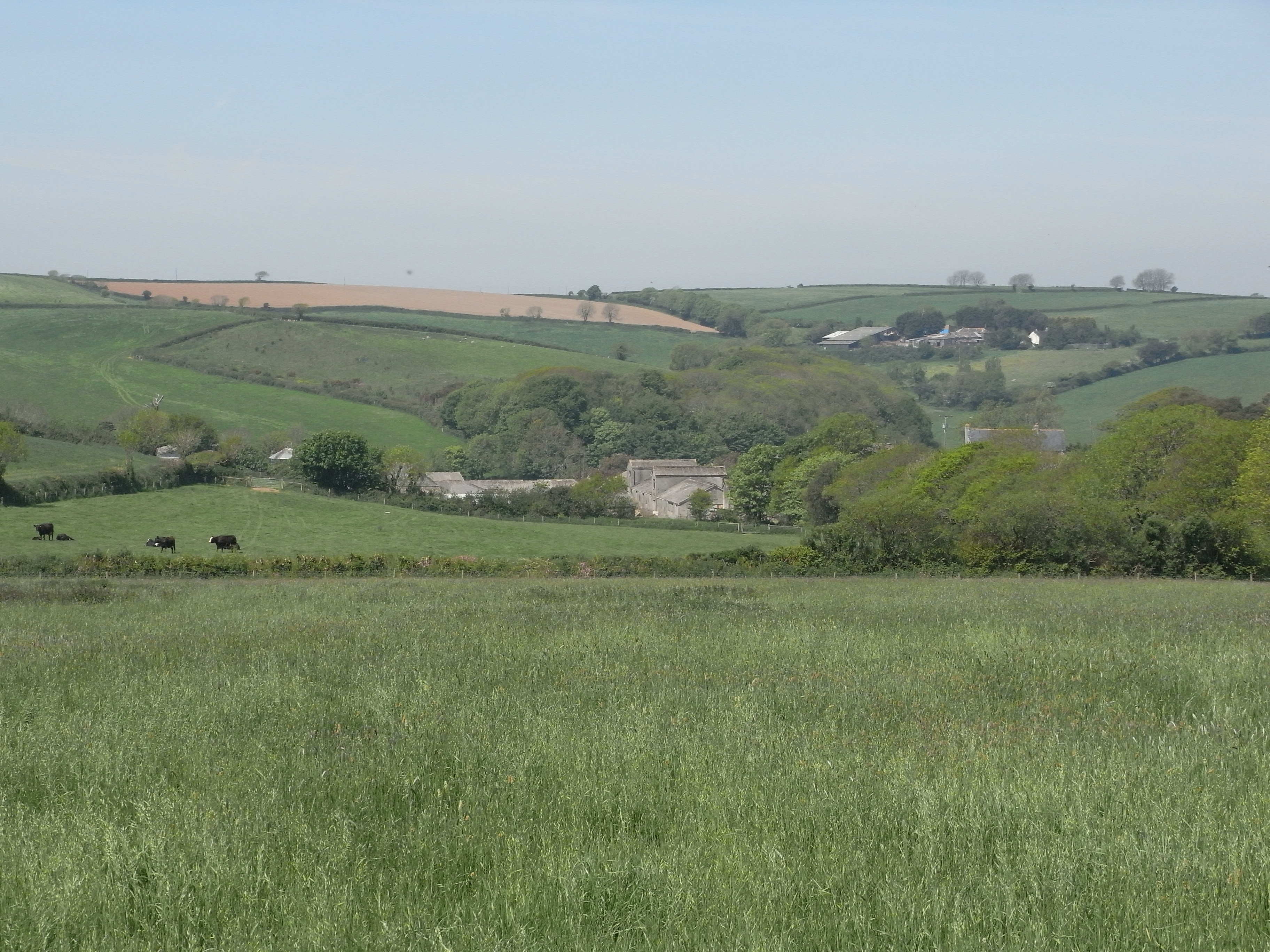
Whympston Farm, 1 miglio a Sud-Est di Modbury, nel Devon. L'antica sede della famiglia Fortescue, da cui appunto derivano i conti Fortescue

Nella mitologia della casata dei Fortescue le loro prime memorie sono datate alla Battaglia di Hastings (1066), dove Richard le Fort salvò la vita a Guglielmo il Conquistatore col suo scudo e per questo si guadagnò l'epiteto normanno di Fort-Escu ("forte scudo"). I suoi discendenti sulla stregua di questo episodio mitico coniarono il motto latino: Forte scutum salus ducum - "Uno scudo forte per la salvezza dei capi". I primi accenni della famiglia però sono documentati relativamente al possesso del maniero di Whympston nella parrocchia di Modbury nel South Devon, parte dei possedimenti garantiti a Ralph Fortescue attorno al 1140 dal vicino Priorato di Modbury. Lo storico locale sir William Pole (m. 1635) fu il primo a suggerire che questo possedimento fosse stato concesso invece nel 1209 da re Giovanni d'Inghilterra. Altre concessioni dal Priorato di Modbury vennero fatte alla famiglia nel XIII secolo.

## Baroni Fortescue (1746)
- Hugh Fortescue, I conte Clinton, I barone Fortescue, XIV barone Clinton (1696–1751)
- Matthew Fortescue, II barone Fortescue (1719–1785)
- Hugh Fortescue, III barone Fortescue (1753–1841) (creato Conte Fortescue nel 1789)

## Conti Fortescue (1789)
- Hugh Fortescue, I conte Fortescue (1753–1841)
- Hugh Fortescue, II conte Fortescue (1783–1861)
- Hugh Fortescue, III conte Fortescue (1818–1905)
- Hugh Fortescue, IV conte Fortescue (1854–1932)
- Hugh William Fortescue, V conte Fortescue (1888–1958)
- Denzil George Fortescue, VI conte Fortescue (1893–1977)
- Richard Archibald Fortescue, VII conte Fortescue (1922–1993)
- Charles Hugh Richard Fortescue, VIII conte Fortescue (n. 1951)

L'erede presunto è il cugino di primo grado dell'attuale detentore del titolo, John Andrew Francis Fortescue (n. 1955).